# Biskupi Limburga

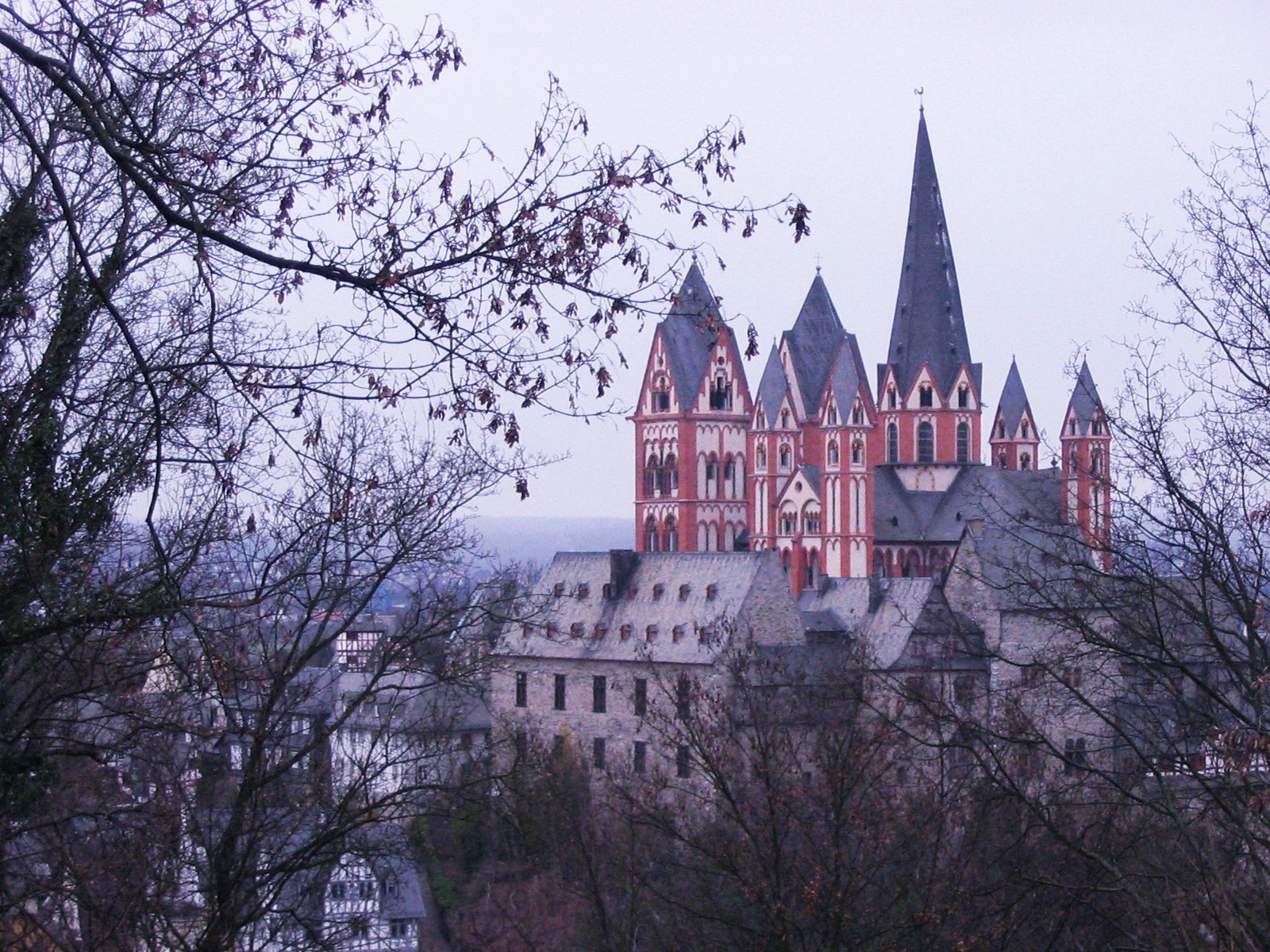
Katedra śś. Jerzego i Mikołaja w Limburgu

Biskupi Limburga – rzymskokatoliccy biskupi diecezji limburskiej (niem. Bistum Limburg) w Hesji. Ich kościołem katedralnym jest Limburger Dom, znajdujący się w Limburg an der Lahn.

## Ordynariusze diecezji limburskiej
| Godność                                                | od   | do   |
| ------------------------------------------------------ | ---- | ---- |
| Jakob Brand                                            | 1827 | 1833 |
| Johann Wilhelm Bausch                                  | 1834 | 1840 |
| Peter Josef Blum                                       | 1842 | 1884 |
| Christian Roos                                         | 1885 | 1886 |
| Karl Klein                                             | 1886 | 1898 |
| Dominikus Willi                                        | 1898 | 1913 |
| Augustinus Kilian                                      | 1913 | 1930 |
| Antonius Hilfrich                                      | 1930 | 1947 |
| Ferdinand Dirichs                                      | 1947 | 1948 |
| Wilhelm Kempf                                          | 1949 | 1982 |
| Franz Kamphaus                                         | 1982 | 2007 |
| Franz-Peter Tebartz-van Elst                           | 2008 | 2014 |
| sede vacante (administrator apostolski Manfred Grothe) | 2014 | 2016 |
| Georg Bätzing                                          | 2016 |      |

## Biskupi pomocniczy diecezji limburskiej
| Godność         | od   | do   |
| --------------- | ---- | ---- |
| Walther Kampe   | 1952 | 1984 |
| Gerhard Pieschl | 1977 | 2009 |
| Thomas Löhr     | 2009 | ?    |